# Öjesjön (Långareds socken, Västergötland)
Öjesjön är en sjö i Alingsås kommun i Västergötland och ingår i Göta älvs huvudavrinningsområde. Öjesjön ligger i vildmarksorådet Risveden på gränsen mellan Ale kommun och Alingsås kommun.